# Natchez (Mississippi)
|  | Dette er en artikel om byen Natchez i Mississippi, for andre betydninger se Natchez |
Natchez er hovedby i Adams County i staten Mississippi. Byen har 14.520(2020) indbyggere. Byen blev grundlagt i 1716 og var det sydlige udgangspunkt for Natchez Trace. Byen spillede en stor rolle i udviklingen af det sydvestlige USA.

## Beliggenhed
Natchez ligger ved Mississippi-floden i det sydvestlige hjørne af staten Mississippi. Byen, der har et areal på omkring 35 km², ligger på en høj klint over floden, og byens kajanlæg nås ad en stejl vej, der fører ned til flodbredden. På den anden side af floden, i staten Louisiana, ligger byen Vidalia. De to byer forbindes af en bro, der fører US Route 84 over floden. US Route 61 (Highway 61) forbinder byen med blandt andet Memphis i Tennessee og Baton Rouge i Louisiana.

## Historie

### Forhistorie
Hvor nu byen Natchez ligger, havde natchez-stammen sit ceremonielle hovedsæde. Stammen var indvandret til eller opstået i området omkring år 700. Natchez indianerne var højbyggere, og deres kultur bredte sig nordpå til stammerne omkring den midterste del af Mississippi-floden. I dag er Emerald Mound én af disse høje, som fortsat er bevaret. Den ligger nær begyndelsen af Natchez Trace Parkway, den moderne vej, der følger det gamle Natchez Trace spor.
Omkring 1540 kom spanierne til området, men slog sig ikke ned.

### 1716 til 1783
I 1716 etablerede franske kolonister et fort, Fort Rosalie, i området. Indianerne, som ellers havde taget godt mod franskmændene, brød sig ikke om, at disse slog sig ned fast i deres territorium, så der begyndte at opstå konflikter mellem kolonisterne og Natchez-stammen. Allerede i 1716 og igen i 1722 var der mindre kampe mellem indianere og franskmænd, og i 1729 indtraf de alvorligste kampe i det, der senere blev kaldt "The Natchez War". Her blev op mod 230 franske mænd, kvinder og børn dræbt, og det meste af Natchez-stammen blev udryddet.
Navnet Fort Rosalie blev senere erstattet af det nuværende navn efter den da stort set uddøde stamme. I 1783 underskrev USA og Storbritannien "Paris-traktaten", og området overgik til USA. Spanien var dog ikke enig i dette, da man mente, at området slet ikke tilhørte England, men Spanien.

### 1783 til 1860
I slutningen af det 18. århundrede var byen udgangspunkt for Natchez Trace, den rute, der gik gennem Mississippi, Alabama og Tennessee til Nashville. Landmænd fra Ohio, Kentucky og Indiana, de såkaldte Kaintuck Boatmen, flådede deres produkter ned ad Mississippi-floden til New Orleans, hvor de solgte både varer og pramme (som tømmer). For at komme hjem igen gik de til fods ad Natchez Trace, og på den måde blev Natchez efterhånden en betydningsfuld by.
I 1795 underskrev Spanien og USA "San Lorenzo traktaten", og dermed blev Natchez for alvor amerikansk. 7. april 1798 etablerede regeringen Mississippi-territoriet med Natchez som hovedstad og Winthrop Sargent som territorieguvernør. Den 10. december 1817 blev Mississippi anerkendt som USA's 20. stat, og Natchez blev den første hovedstad. David Holmes blev statens første guvernør. I 1822 flyttede hovedstaden til den nuværende by Jackson, men Natchez bevarede sin betydning som økonomisk centrum, primært på grund af beliggenheden på Mississippis østbred, hvor den blev en vigtig havn for flodbådstrafikken. Fra Natchez udskibedes bomuld og andre varer, både til New Orleans og til havne længere oppe ad floden, hvor bomulden blev solgt og transporteret til bomuldsspinderier i de nordlige stater. Mange ejere af bomuldsplantager slog sig ned i byen, som hurtigt blev centrum for et af bomuldsdyrkningens to hovedområder i USA. Det andet store område var omkring Charleston i South Carolina, men udviklingen af nye bomuldssorter, der kunne dyrkes andre steder i USA, og som var årsag til det såkaldte "bomuldsboom", skete primært omkring Natchez. 
Landet på den anden side af floden (i Louisiana) er forholdsvis fladt i modsætning til landet omkring Natchez, der er meget bakket. Det betød, at mange plantageejere, der havde jord i Louisiana, valgte at bygge deres huse på de højere områder i og omkring Natchez, hvor der ikke var risiko for oversvømmelser. Dette gjorde, at byen i tiden op til Den Amerikanske Borgerkrig blev den rigeste by i USA. Op mod 75 % af samtlige millionærer i USA havde deres hjem i byen. I dag har byen den største koncentration af huse fra før Borgerkrigen (antebellum houses), mere end 500, i USA. Dette skyldes også, at byen stort set kom uskadt gennem Borgerkrigen.

### 1861 til 1865
I 1863 blev byen besat af nordstatstropper under general Ulysses S. Grant, som etablerede sit hovedkvarter i byen. Der blev imidlertid ikke udført egentlige kamphandlinger, og selv om mange af indbyggerne deltog i krigen på sydstaternes sid, og mistede såvel formuer som hjem, blev bygningerne i store træk sparet. Det eneste dødsfald på grund af krigen, der skete i selve byen, var en ældre mand, der fik et hjerteanfald, da en nordstatskanonbåd affyrede et løst skud for at irritere deres "kolleger" på byens fort.

### Fra borgerkrigen til i dag
Efter krigen blev den kommercielle trafik på Mississippi genoptaget, og Natchez fik en økonomisk genopblomstring. Ud over bomuld udskibede man nu også tømmer og andre varer fra lokale industrivirksomheder, og varer fra byer som Pittsburgh, Cincinnati og St. Louis blev "importeret" til byen. Byen genvandt dog aldrig titlen som USA's rigeste by, og i dag er Mississippi USA's fattigste stat, hvilket også Natchez bærer præg af. I år 2000 var per capita-indkomsten kun ca. 16.000 dollars, og over 25 % af befolkningen levede under fattigdomsgrænsen. 
Byen ligner det gennemsnitlige USA, når det gælder kriminalitet, men ligger en del under, når det gælder voldsforbrydelser. Til gengæld er der dobbelt så mange berigelsesforbrydelser som i USA i gennemsnit, ikke mindst tyverier florerer. I 2004 blev der anmeldt 1.093 tyverier, svarende til over 6.000 tyverier pr. 100.000 indbyggere, hvor gennemsnittet i USA var 2.365 pr. 100.000.
I dag er befolkningen fordelt på ca. 44 % hvide, ca. 55 % afro-amerikanere og ca. 1 % af anden etnisk herkomst. 55 % af befolkningen er kvinder, og 45 % er mænd.
I 1940 opstod der brand i natklubben Rhytm Night Club. Mere end 200 mennesker døde under branden, der senere blev foreviget gennem sangen Natchez Burning med bluessangeren Howlin' Wolf.

## Natchez Under-the-hill
Under-the-hill er betegnelsen for den del af byen, der ligger ved byens kajer neden for klinten, hvor resten af byen ligger. Det var her, flodbådene lagde til, og her hvor varer blev losset og lastet. Der blev derfor opført lagerbygninger og pakhuse, og efterhånden kom også barer og bordeller til, der betjente de mange søfolk, der kom til stedet. Området fik hurtigt et meget dårligt ry og blev kendt som tilholdssted for alle slags uheldige elementer. Mordere, røvere, tyveknægte, flodpirater var blandt de grupper, der fandt et tilflugtssted i Under-the-hill. Mange dannede bander, der blandt andet levede af at overfalde de rejsende på Natchez Trace. Nævekampe, knivstikkeri og skyderi hørte til dagens orden på de værtshuse, der lå i området. Et af områdets kælenavne var "De Fordømtes Tilflugtssted", og der var kun minimal kontakt mellem byens borgere og indbyggerne i Under-the-hill. På den anden side var det varerne, der blev ind- og udskibet fra Under-the-hill, der gjorde Natchez til den rigeste by i USA. 
Frem til 1990'erne var organiseret bordeldrift en del af områdets "attraktioner", og dermed var Under-the-hill et af de sidste steder i USA, hvor formelle bordeller blev nedlagt. 
I dag er der kun en enkelt gade, Silver Street, og én række huse med en eneste saloon tilbage i Under-the-hill, men til gengæld er der kommet en række "pæne" restauranter, og området besøges mest af turister. Ud for kajen har kasinokonsortiet Isle of Capri fortøjet kasinoskibet Lady Luck. Der ankommer dagligt flodbåde med turister fra New Orleans, Louisiana og St. Louis, Missouri, som lægger til ved Under-the-hill og giver deres passagerer tid til at opleve Natchez.

## Antebellum huse
Som nævnt har byen omkring 500 huse fra før Borgerkrigens tid. Ikke alle er lige interessante, men her er et par af de vigtigste. Nogle er åbne for offentligheden, mens andre er privat ejendom.
- Airlie, opført før 1790. blev brugt som hospital under Borgerkrigen.
- Auburn, opført 1812. Ejes i dagen af byen Natchez.
- Gloucester, opført 1803. Her boede Winthrop Sargent, den første guvernør over Mississippi-territoriet efter at dette blev amerikansk.
- Governor Holmes House, opført 1794. Her boede staten Mississippis første guvernør, David Holmes.
- Linden, opført 1800 af Thomas B. Reed, Mississippis første senator, og siden 1849 ejet af samme familie. I dag Bed & Breakfast.
- Melrose, opført 1841 af John McMurran. Ejes og administreres i dag af National Park Services.
- Monmouth , opført 1818 af General John Whitman.
- Rosalie, opført 1820. Blev brugt som hovedkvarter for nordstatshæren under besættelsen af Natchez, 1863-1865.
- Stanton Hall, opført 1857. Ejes i dag Pilgrimage Garden Club, en organisation, der blandt andet viser gamle huse frem. Det indre af huset blev brugt i TV-serien Nord og Syd.
- Texada, opført 1792 af Don Manuel Garcia de Texada som kro. Det ældste murstenshus i Mississippi.

Blandt bygninger opført efter borgerkrigen er det mest interessante Eola Hotel opført i 1932-1934. Med 7 etager er det byens højeste bygning, og ifølge byvedtægten må der ikke bygges bygninger, der er højere end hotellet.

## Kendte fra Natchez
. De to mest kendte Natchez-borgere er nok forfatterne Richard N. Wright, mest kendt for romanen Native Son, og Greg Iles. Kun Greg Iles er oversat til dansk, og kun en enkelt af hans romaner, Black Cross (I Desperationens Navn). Mange af hans romaner foregår i Natchez, dog ikke den, der er oversat til dansk.
Mange scener fra filmatiseringen af Mark Twains berømte "Huckleberry Finn" er optaget i Natchez. Her findes blandt andet kirken, hvor Huck Finn og Tom Sawyer overværer deres egen begravelse, skjult på balkonen, og her findes det hus, som i filmen tilhørte Toms tante, Polly.

## Eksterne referencer
- Wikimedia Commons har flere filer relateret til Natchez (Mississippi)
- Natchez turistguide Arkiveret 17. oktober 2020 hos  Wayback Machine